# Tương tác yếu

Phân rã phóng xạ beta xảy ra là do tương tác yếu, biến đổi một neutron thành một proton, electron, và một phản neutrino electron.

Trong vật lý hạt, tương tác yếu là cơ chế chịu trách nhiệm cho lực yếu hay lực hạt nhân yếu, một trong bốn tương tác cơ bản đã biết trong tự nhiên, cùng với tương tác mạnh, tương tác điện từ, và tương tác hấp dẫn. Tương tác yếu gây ra phân rã phóng xạ ở cả hạt hạ nguyên tử và phản ứng phân hạch. Lý thuyết tương tác yếu đôi khi được gọi là vị động lực học lượng tử (QFD), tương tự với lý thuyết QCD và QED, nhưng tên gọi này ít khi được sử dụng bởi vì lực yếu được hiểu tốt nhất trong lý thuyết điện yếu (EWT).
Trong Mô hình chuẩn của vật lý hạt, các nhà vật lý hạt miêu tả tương tác yếu thông qua sự hấp thụ hay phát ra các boson W và Z. Mọi fermion đã biết đều tham gia vào tương tác yếu. Fermion là các hạt có spin bán nguyên (spin là một trong những tính chất cơ bản của hạt). Hạt fermion có thể là một hạt cơ bản, như electron, hoặc nó có thể là hạt tổ hợp, như proton chẳng hạn. Khối lượng của các boson W+, W−, và Z lớn hơn rất nhiều so với của proton hay neutron, và cũng là nguyên nhân khiến cho tầm tương tác của lực yếu là ngắn. Nó được gọi là yếu bởi vì cường độ trường của nó trên một khoảng cách cho trước nhỏ hơn vài bậc độ lớn so với lực hạt nhân mạnh và lực điện từ.
Trong giai đoạn của kỷ nguyên quark, lực điện yếu tách thành hai lực điện từ và lực yếu. Hầu hết các fermion theo thời gian sẽ phân rã bởi tương tác yếu. Một ví dụ quan trọng đó là phân rã beta, và sự sản sinh của deuteri và heli từ hiđrô của phản ứng nhiệt hạt nhân trong lòng các sao như Mặt Trời. Những phân rã này cũng cho phép định tuổi bằng cacbon phóng xạ, như cacbon-14 phân rã thông qua tương tác yếu thành nitơ-14. Nó cũng tạo ra hiện tượng phát quang do phóng xạ (radioluminescence), thường sử dụng trong chiếu sáng bằng triti, và liên quan tới lĩnh vực chế tạo pin sử dụng phân rã beta (betavoltaics).
Các hạt quark, mà cấu thành lên các hạt tổ hợp như neutron và proton, được xếp thành sáu "vị" (hương) – lên, xuống, lạ, duyên, đỉnh và đáy – và tổ hợp giữa các hạt hình thành lên tính chất của hạt tổ hợp. Tương tác yếu là duy nhất trong trường hợp nó cho phép hoán đổi giữa các vị quark thành vị khác. Ví dụ, trong quá trình phân rã beta trừ, một quark xuống phân rã thành một quark lên, biến đổi một neutron thành một proton. Tương tác yếu cũng là tương tác cơ bản duy nhất phá vỡ tính đối xứng chẵn lẻ, và tương tự nó là tương tác duy nhất thể hiện tính phá vỡ đối xứng CP.

## Lịch sử
Năm 1933, Enrico Fermi lần đầu tiên nêu ra lý thuyết đề cập đến tương tác yếu, gọi là tương tác Fermi. Ông đề xuất rằng phân rã beta có thể giải thích bằng sự tương tác giữa bốn fermion, bao gồm một lực tiếp xúc mà không có phạm vi tác dụng.
Tuy nhiên, hóa ra nó sẽ tốt hơn khi miêu tả một lực không tiếp xúc nhưng có phạm vi tác dụng ngắn hữu hạn, hay tầm tác dụng ngắn. Năm 1968, Sheldon Glashow, Abdus Salam và Steven Weinberg đã thống nhất lực điện từ và tương tác yếu lại khi họ chỉ ra hai lực này chỉ là các khía cạnh của cùng một lực, mà ngày nay gọi là lực điện-yếu.
Sự tồn tại của các boson W và Z tiên đoán từ lý thuyết điện yếu không được phát hiện cho tới tận năm 1983.

## Các tính chất

Biểu đồ minh họa nhiều cách phân rã do tương tác yếu và xác suất xảy ra phản ứng cũng như hạt sẽ hình thành. Khả năng xảy ra cao hay thấp của phản ứng (hay độ đậm nhạt của các đường) miêu tả bằng các tham số CKM.

Tương tác yếu đặc trưng bởi một số tính chất điển hình như sau:
1. Nó là tương tác duy nhất có thể thay đổi hương (vị) của quark (ví dụ thay đổi một loại quark thành loại kia).
2. Nó là tương tác duy nhất vi phạm tính đối xứng chẵn lẻ trong vật lý học. Nó cũng vi phạm đối xứng CP.
3. Các hạt tải lực của nó (còn gọi là các boson chuẩn - gauge bosons) có khối lượng đáng kể, một đặc điểm kỳ lạ trong Mô hình chuẩn giải thích bằng cơ chế Higgs.

Do có khối lượng lớn (xấp xỉ 90 GeV/c2) những hạt tải lực (hay hạt trường) này, ký hiệu là các boson W và Z, có thời gian sống ngắn: chúng có thời gian sống trung bình dưới 1×10−24 giây. Tương tác yếu có hằng số cặp (giá trị cho biết độ mạnh của tương tác) nằm trong khoảng 10−7 và 10−6, so với tỷ lệ hằng số cặp của tương tác mạnh bằng 1 và hằng số cặp điện từ vào khoảng 10−2; và cũng vì thế mà tương tác yếu là yếu về mặt cường độ tương tác. Lực yếu có tầm tác dụng ngắn (khoảng 10−17–10−16 m). Ở khoảng cách xấp xỉ 10−18 mét, tương tác yếu có cường độ tác dụng bằng với của lực điện từ; nhưng ở quy mô gần 3×10−17 m, tương tác yếu nhỏ hơn 10.000 lần so với tương tác điện từ.
Tương tác yếu ảnh hưởng đến mọi fermion trong Mô hình chuẩn, cũng như đối với boson Higgs; trong khi các hạt neutrino chỉ tham gia vào tương tác hấp dẫn và tương tác yếu, và ban đầu các neutrino được đặt cho tên gọi lực yếu. Tương tác yếu không tạo ra trạng thái liên kết (bound state - hay nó không tham gia vào năng lượng gắn kết-năng lượng liên kết, binding energy) – chẳng hạn như lực hấp dẫn hút và liên kết các vật lại trong phạm vi thiên văn học, lực điện từ liên kết các nguyên tử lại thành phân tử và lực hạt nhân mạnh liên kết các nucleon trong hạt nhân.
Hiệu ứng đáng kể nhất của nó nằm ở đặc trưng thứ nhất: quá trình thay đổi hương của quark. Ví dụ một neutron nặng hơn một proton (một trong hai nucleon), nhưng nó không thể phân rã thành proton mà không thay đổi loại hương của một trong hai quark xuống thành quark lên. Cả tương tác mạnh và tương tác điện từ đều không cho phép thay đổi hương của quark, do đó sự phân rã của neutron phải là phân rã yếu; không có phân rã yếu, các tính chất của quark như số lạ và số duyên (đi kèm với tên gọi của cùng các loại quark này) sẽ được bảo toàn trong mọi tương tác. Mọi meson là những hạt "không bền" bởi vì tương tác yếu. Trong quá trình gọi là phân rã beta, một quark xuống trong neutron có thể biến đổi thành quark lên bằng cách phát ra một boson W- ảo sau đó boson phân rã thành một electron và một phản neutrino electron.
Do các boson chuẩn có khối lượng, phân rã yếu có đặc tính khác hẳn so với phân rã mạnh hay phân rã điện từ, và những phân rã này có thời gian xảy ra rất khác nhau. Ví dụ, hạt pion trung hòa (tuân theo phân rã điện từ) có thời gian sống vào khoảng 10−16 giây, trong khi hạt pion có điện tích (phân rã thông qua tương tác yếu) sống tới 10−8 giây, dài gấp một trăm triệu lần. Ngược lại, một neutron tự do (cũng phân rã thông qua tương tác yếu) có thời gian sống vào khoảng 15 phút.

### Spin đồng vị yếu và siêu tích yếu
| Thế hệ 1 | Thế hệ 1                   | Thế hệ 1               | Thế hệ 2      | Thế hệ 2                      | Thế hệ 2               | Thế hệ 3     | Thế hệ 3                       | Thế hệ 3               |
| Fermion | Ký hiệu                    | Spin đồng vị yếu       | Fermion       | Ký hiệu                       | Spin đồng vị yếu       | Fermion      | Ký hiệu                        | Spin đồng vị yếu       |
| --- | -------------------------- | ---------------------- | ------------- | ----------------------------- | ---------------------- | ------------ | ------------------------------ | ---------------------- |
| Electron | {\displaystyle e^{-}\,}    | {\displaystyle -1/2\,} | Muon          | {\displaystyle \mu ^{-}\,}    | {\displaystyle -1/2\,} | Tau          | {\displaystyle \tau ^{-}\,}    | {\displaystyle -1/2\,} |
| Neutrino electron                                                                                                   | {\displaystyle \nu _{e}\,} | {\displaystyle +1/2\,} | Neutrino muon | {\displaystyle \nu _{\mu }\,} | {\displaystyle +1/2\,} | Neutrino tau | {\displaystyle \nu _{\tau }\,} | {\displaystyle +1/2\,} |
| Quark lên | {\displaystyle u\,}        | {\displaystyle +1/2\,} | Quark duyên   | {\displaystyle c\,}           | {\displaystyle +1/2\,} | Quark đỉnh   | {\displaystyle t\,}            | {\displaystyle +1/2\,} |
| Quark xuống | {\displaystyle d\,}        | {\displaystyle -1/2\,} | Quark lạ      | {\displaystyle s\,}           | {\displaystyle -1/2\,} | Quark đáy    | {\displaystyle b\,}            | {\displaystyle -1/2\,} |
| Mỗi phản hạt xoay trái (left-handed) có spin đồng vị yếu bằng 0. Các phản hạt xoay phải spin đồng vị yếu ngược dấu. |                            |                        |               |                               |                        |              |                                |                        |

Mọi hạt có một tính chất mà các nhà vật lý đặt tên là spin đồng vị yếu (T3), được coi như số lượng tử và tính chất này chi phối các hạt tương tác như thế nào đối với lực yếu. Do vậy spin đồng vị yếu đóng vai trò trong tương tác yếu giống như của điện tích trong lực điện từ và màu tích trong tương tác mạnh. Mọi fermion có giá trị spin đồng vị hoặc bằng +1⁄2 hoặc bằng −1⁄2. Ví dụ, quark lên u có T3 bằng +1⁄2 và quark xuống d có giá trị bằng −1⁄2. Nếu chỉ thông qua tương tác yếu, một quark không bao giờ phân rã thành một quark khác với cùng giá trị T3: quark với T3 bằng +1⁄2 phân rã thành các quark với T3 bằng −1⁄2 và ngược lại.

phân rã thông qua kênh tương tác yếu.

Trong bất kỳ tương tác yếu nào, spin đồng vị yếu là đại lượng bảo toàn: tổng các giá trị spin đồng vị yếu của các hạt tham gia vào tương tác bằng tổng các giá trị spin đồng vị yếu của các hạt hình thành sau tương tác. Ví dụ, hạt π+
 xoay trái, với spin đồng vị yếu bằng 1, thông thường phân rã thành một neutrino muon ν
μ (+1/2) và một muon μ+
 (là phản hạt xoay phải, +1/2).
Với sự phát triển của lý thuyết điện yếu, một tính chất khác, siêu tích yếu, được nêu ra. Nó phụ thuộc vào điện tích và spin đồng vị yếu của hạt, định nghĩa bằng:
{\displaystyle \qquad Y_{W}=2(Q-T_{3})}
với YW là siêu tích yếu của một hạt, Q là điện tích của nó (theo đơn vị điện tích cơ bản) và T3 là spin đồng vị yếu của hạt. Trong khi một số hạt có spin đồng vị yếu bằng 0, mọi hạt, ngoại trừ gluon, có siêu tích yếu khác 0. Siêu tích yếu là phần tử sinh của thành phần U(1) của nhóm chuẩn điện yếu.

## Các kiểu tương tác
Có hai kiểu tương tác yếu (hay các vertex). Kiểu thứ nhất là "tương tác dòng điện tích" bởi vì nó được truyền bởi các hạt mang điện tích (các boson W+
 hay W⁻
), và chịu trách nhiệm cho phân rã beta. Kiểu thứ hai là "tương tác dòng trung hòa" bởi vì nó được truyền bởi một hạt trung hòa điện tích, boson Z.

### Tương tác dòng điện tích

Biểu đồ Feynman đối với phân rã beta trừ của một neutron thành một proton, electron và phản neutrino electron, thông qua một boson nặng trung gian là hạt.

Trong kiểu tương tác dòng điện tích, một lepton điện tích (như electron hoặc muon, có điện tích bằng −1) hấp thụ một boson W+
 (hạt có điện tích +1) và do đó chuyển đổi thành một neutrino tương ứng (với điện tích bằng 0), trong khi loai (hay "họ") của neutrino (electron, muon hay tau) là như nhau đối với họ của lepton trong tương tác, ví dụ:
{\displaystyle \mu ^{-}+W^{+}\to \nu _{\mu }}
Tương tự, một loại quark xuống (d với điện tích −1⁄3) có thể biến đổi thành một loại quark lên (u, với điện tích +2⁄3), khi phát ra một boson W⁻
 hay hấp thụ một boson W+
. Chính xác hơn, loại quark xuống trở thành trạng thái chống chập lượng tử của loại quark lên: tức là, nó có khả năng trở thành một trong ba loại quark lên, với xác suất xảy ra được tính theo bảng ma trận CKM. Ngược lại, một loại quark lên có thể phát ra boson W+
 – hoặc hấp thụ boson W⁻
 – và biến đổi thành một loại quark xuống:
{\displaystyle d\to u+W^{-}}
{\displaystyle d+W^{+}\to u}
{\displaystyle c\to s+W^{+}}
{\displaystyle c+W^{-}\to s}
Boson W không bền và nhanh chóng phân rã, với thời gian sống rất ngắn. Ví dụ:
{\displaystyle W^{-}\to e^{-}+{\bar {\nu }}_{e}~}
{\displaystyle W^{+}\to e^{+}+\nu _{e}~}
Sự phân rã của boson W thành các sản phẩm khác cũng có thể xảy ra, với xác suất thay đổi đối với từng loại sản phẩm.
Trong phân rã beta của neutron (xem hình minh họa ở trên), một quark xuống d bên trong neutron phát ra một boson ảo W⁻
 và biến đổi thành một quark lên u, chuyển đổi neutron thành một proton. Bởi vì năng lượng tham gia trong quá trình (hay hiệu khối lượng giữa quark lên và quark xuống), boson W⁻
 chỉ có thể biến đổi thành một electron và một phản neutrino-electron. Ở cấp độ quark, có thể biểu diễn quá trình này như sau:
{\displaystyle d\to u+e^{-}+{\bar {\nu }}_{e}~}

### Tương tác dòng trung hòa
Trong tương tác dòng trung hòa, một quark hay một lepton (ví dụ một electron hay muon) phát ra hay hấp thụ một boson Z trung hòa điện tích. Ví dụ:
{\displaystyle e^{-}\to e^{-}+Z^{0}}
Giống như boson W, boson Z cũng nhanh chóng phân rã, chẳng hạn:
{\displaystyle Z^{0}\to b+{\bar {b}}}

## Thuyết điện yếu
Mô hình Chuẩn của vật lý hạt miêu tả tương tác điện từ và tương tác yếu là hai khía cạnh khác nhau của cùng một tương tác điện yếu, lý thuyết được phát triển vào khoảng năm 1968 bởi các nhà vật lý trong đó có Sheldon Glashow, Abdus Salam và Steven Weinberg. Ba người đã nhận Giải Nobel Vật lý năm 1979 cho lý thuyết này. Cơ chế Higgs đưa ra cách giải thích cho sự có mặt của ba boson chuẩn có khối lượng (ba hạt truyền tương tác của lực yếu) và hạt truyền tương tác photon không có khối lượng của tương tác điện từ.
Theo thuyết điện yếu, ở mức năng lượng rất cao, vũ trụ có bốn boson trường chuẩn phi khối lượng giống như photon và một trường Higgs song tuyến vô hướng phức. Tuy nhiên, ở mức năng lượng thấp hơn, đối xứng chuẩn bị phá vỡ tự phát trở thành đối xứng U(1) cho tương tác điện từ (một trong các trường Higgs thu được giá trị chân không kỳ vọng). Sự phá vỡ đối xứng này đáng ra phải tạo ra ba boson Goldston phi khối lượng, nhưng chúng kết hợp với ba trường kiểu photon (thông qua cơ chế Higgs) khiến chúng thu được khối lượng. Ba trường này có các boson tương ứng trở thành các hạt W+
, W⁻
 và Z của tương tác yếu, trong khi trường chuẩn thứ tư, mà có boson tương ứng vẫn không có khối lượng, là hạt photon của tương tác điện từ.
Lý thuyết này nêu ra một số tiên đoán bao gồm sự tồn tại của các boson có khối lượng Z và W trước khi chúng được phát hiện trong máy gia tốc ở CERN vào năm 1983. Ngày 4 tháng 7 năm 2012, hai đội CMS và ATLAS tại LHC độc lập với nhau công bố xác nhận họ đã phát hiện ra một boson chưa từng tồn tại trước đó trong thực nghiệm với khối lượng trong khoảng 125–127 GeV/c2, mà những tính chất đầu tiên họ đo được "tương thích" với boson Higgs, và thông báo rằng cần thiết những dữ liệu và phân tích thêm trước khi có thể khẳng định chắc chắn boson mới chính là boson Higgs hay là một loại hạt khác. Đến 14 tháng 3 năm 2013, boson Higgs được xác nhận là tồn tại.

## Vi phạm tính đối xứng

Hạt định hướng trái và phải: p là động lượng của hạt và S là spin của nó. Chú ý rằng không tồn tại đối xứng phản xạ biến trạng thái này thành trạng thái kia.

Các định luật tự nhiên từ lâu được cho là không thay đổi dưới phép phản xạ qua gương, hay sự đảo chiều của một trục không gian. Kết quả thí nghiệm thông qua biến đối gương này được hy vọng là giống hệt với kết quả của một thí nghiệm với thiết bị cũng được biến đổi qua đối xứng gương. Các nhà vật lý gọi đây là định luật bảo toàn tính chẵn lẻ và định luật này áp dụng đúng cho các tương tác hấp dẫn, tương tác điện từ và tương tác mạnh; họ cũng giả thiết rằng đây là định luật phổ quát. Tuy vậy, vào giữa thập niên 1950, hai nhà vật lý Dương Chấn Ninh và Lý Chính Đạo đề xuất ý tưởng có thể tương tác yếu không tuân theo định luật này. Biết tới ý tưởng này, Ngô Kiện Hùng và cộng sự vào năm 1957 đã thiết lập một thí nghiệm quan sát sự phân rã beta của Co-60 và họ phát hiện ra sự vi phạm tính đối xứng chẵn lẻ của tương tác yếu, điều này đưa Lý và Dương nhận giải Nobel Vật lý năm 1957 và Ngô nhận giải Wolf Vật lý năm 1978.
Lúc ban đầu, tương tác yếu thường được miêu tả bằng lý thuyết Fermi, sự phát hiện ra tính vi phạm đối xứng chẵn lẻ và lý thuyết tái chuẩn hóa ra đời cho thấy cần phải có một cách tiếp cận mới. Năm 1957, Robert Marshak và George Sudarshan và một số người khác về sau, bao gồm Richard Feynman và Murray Gell-Mann đề xuất hàm Lagrangian V−A (vectơ trừ vectơ trục hay định hướng trái) cho tương tác yếu. Trong lý thuyết này, tương tác yếu chỉ tác dụng lên các hạt định hướng trái (và các phản hạt định hướng phải). Do các hạt định hướng trái qua đối xứng gương trở thành các hạt định hướng phải, điều này giải thích tính vi phạm đối xứng chẵn lẻ một cách tối đa. Lý thuyết V−A được phát triển trước khi phát hiện ra boson Z, vì thế lý thuyết này không bao gồm các trường định hướng phải mà xuất hiện cùng với tương tác dòng trung hòa.
Tuy nhiên, lý thuyết V-A suy đoán tồn tại một tổ hợp đối xứng CP được phép bảo toàn. Đối xứng CP là sự kết hợp của đối xứng chẵn lẻ P (biến đổi trái thành phải) với liên hợp điện tích C (biến đổi hạt thành phản hạt). Một lần nữa các nhà vật lý lại nghe thấy một điều ngạc nhiên khác, khi vào năm 1964, James Cronin và Val Fitch đưa ra kết quả thực nghiệm rõ ràng khi hạt kaon phân rã không tuân theo đối xứng CP. Hai người nhận giải Nobel Vật lý năm 1980 nhờ phát hiện này. Năm 1973, Kobayashi Makoto và Maskawa Toshihide chứng tỏ sự vi phạm đối xứng CP trong tương tác yếu đòi hỏi nhiều hơn hai thế hệ hạt cơ bản, dẫn tới tiên đoán sự tồn tại của một thế hệ hạt thứ ba chưa được biết tới. Khám phá này đưa hai người nhận giải Nobel Vật lý năm 2008 cùng với Nambu Yochiro. Không như sự vi phạm tính đối xứng chẵn lẻ, vi phạm CP chỉ xảy ra ở một số nhỏ phản ứng tương tác yếu, nhưng phần lớn các nhà vật lý tin rằng vi phạm này là câu trả lời cho sự sai khác giữa lượng vật chất và phản vật chất tồn tại trong vũ trụ; nó là một trong ba điều kiện nêu ra bởi Andrei Sakharov trong kỷ nguyên baryon.

### Sách phổ biến
- R. Oerter (2006). The Theory of Almost Everything: The Standard Model, the Unsung Triumph of Modern Physics. Plume. ISBN 978-0-13-236678-6.
- B.A. Schumm (2004). Deep Down Things: The Breathtaking Beauty of Particle Physics. Johns Hopkins University Press. ISBN 0-8018-7971-X.

### Sách chuyên khảo
- D.A. Bromley (2000). Gauge Theory of Weak Interactions. Springer. ISBN 3-540-67672-4.
- G.D. Coughlan, J.E. Dodd, B.M. Gripaios (2006). The Ideas of Particle Physics: An Introduction for Scientists (ấn bản thứ 3). Cambridge University Press. ISBN 978-0-521-67775-2.{{Chú thích sách}}:  Quản lý CS1: nhiều tên: danh sách tác giả (liên kết)
- W. N. Cottingham; D. A. Greenwood (2001) [1986]. An introduction to nuclear physics (ấn bản thứ 2). Cambridge University Press. tr. 30. ISBN 978-0-521-65733-4.
- D.J. Griffiths (1987). Introduction to Elementary Particles. John Wiley & Sons. ISBN 0-471-60386-4.
- G.L. Kane (1987). Modern Elementary Particle Physics. Perseus Books. ISBN 0-201-11749-5.
- D.H. Perkins (2000). Introduction to High Energy Physics. Cambridge University Press. ISBN 0-521-62196-8.